# ソマリア大隊
ソマリア大隊（ソマリアだいたい、ロシア語: Батальон «Сомали»）は、ドンバス戦争と2022年のロシアによるウクライナ侵攻でウクライナ軍と戦ってきた、ウクライナ東部の自称国家「ドネツク人民共和国」が擁する分離主義者の軍部隊。大隊の正式名称は、第1独立戦車大隊ソマリア（旧称：第1独立大隊戦術群ソマリア）である。大隊には「ソマリア」の名がつけられているが、これは、ソマリア大隊元司令官ミハイル・トルスティフ（通称ギビ）によると、大隊のメンバーはソマリ人と同じくらい恐れ知らずだからだという。ギビによると、大隊メンバーの70％が以前に第1スラビャンスク旅団で戦っていた。
2022年にドネツクがロシア連邦構成主体になるとソマリア大隊は第60独立親衛自動車化狙撃大隊(ロシア語: 60-й отдельный гвардейский мотострелковый батальон)に改称されロシア陸軍の指揮下となった。
大隊はドネツィクとマキイフカに常駐している。現在の司令官はティムール・クリルキン。

## 歴史
ソマリア大隊は2014年に結成され、ドンバス戦争に参加した。もともとはウクライナ東部の自称独立国「ドネツク人民共和国」の国防省傘下の特別任務部隊であった。2015年、ドネツク人民共和国とルハンシク人民共和国の二つの自称独立国および両国が擁するすべての軍事部隊は、ウクライナ最高裁判所によってテロ組織に指定された。それ以来、ウクライナ保安庁は、部隊メンバーを拘束するために彼らを追ってきていた。
2017年2月、部隊の指揮官であるミハイル・トルスティフ（「ギビ」）は、自身のオフィスにいる際にRPOロケットランチャーを撃たれて暗殺された。ギビはマレーシア航空17便撃墜事件の下手人を知っていたために味方から殺されたか、もしくはウクライナ軍に殺害されたと主張されている。
大隊は、 2022年のロシアによるウクライナ侵攻の際に、ロシア軍と共にマリウポリ包囲戦に参加した。4月、ドネツク人民共和国の指導者であるデニス・プシーリンは、マリウポリでの行動に対して、ソマリア大隊の司令官であるティムール・クリルキン中佐とローマン・ボロビョフ上級大尉にメダルを授与した。プシーリンは、彼が「ナチス」と呼んだ250人以上のウクライナ兵を殺害した部隊を率いていたと述べた。しかし、メディアは、ボロビョフ自身がネオナチに関連する当て布（バルクナットと、第3SS装甲師団が使用したトーテンコップ）を着けていることを指摘した。

## 装備
大隊は、T-64およびT-72戦車、 BMP-1、BTR-70、MT-LB、BRDM-2装甲戦闘車両の他にも、支援砲兵、迫撃砲、輸送車両を保有している。